# João de Médici (1421-1463)
Giovanni di Cosimo de' Medici (Florença, 3 de julho de 1421 - Florença, 23 de setembro de 1463) foi um banqueiro e mecenas da Itália.
Era filho de Cosimo I de' Medici. Recebeu uma educação humanista e a partir de 1438 dirigiu a filial do Banco Medici em Ferrara. Em 1454 foi eleito Prior de Florença e em 1456 Cosimo o indicou diretor geral do banco familiar, mas seu interesse principal eram as artes, tornando-se um dos grandes mecenas do período renascentista em Florença, patrocinando artistas como Mino da Fiesole, Desiderio da Settignano, Donatello, Domenico Veneziano, Filippo Lippi e Pesellino, além de reunir importante coleção privada. Casou em 1453 com Ginevra degli Alessandrini e com ela teve um filho, Cosimino, morto prematuramente aos oito anos. Sua tumba, esculpida por Verrocchio, está na Basílica de São Lourenço.